# Alexis Francisco Peña
Alexis Francisco Peña López (n. Culiacán, Sinaloa, México; 13 de enero de 1996) es un futbolista mexicano. Juega como defensa y actualmente se encuentra en el Club Necaxa de la Primera División de México.

## Trayectoria

### Inicios
En el año 2006, ingresó a las fuerzas básicas de los Dorados de Sinaloa donde destacó en la categoría Sub-13, al tener destacadas actuaciones fue invitado para ingresar a la Academia de Alto Rendimiento Tuzo en el año 2011.

### Club de Fútbol Pachuca
En el año 2012 a los 16 años, ingresó a las Fuerzas Básicas del Pachuca donde comenzó a jugar con el equipo Sub-17. En junio de 2013, fue invitado por parte de Enrique Meza para realizar pretemporada y poder ser registrado con el primer equipo, sin embargo no llamó la atención del técnico y regreso con las fuerzas básicas. Durante el apertura 2015 fue registrado por petición de Diego Alonso con el primer equipo.
El 19 de agosto de 2015, debuta en la Copa MX en la victoria de 4-1 ante los Venados.
Debutó en la Primera División el 29 de octubre de 2016 con el Pachuca CF.

### Club Necaxa
El 20 de diciembre de 2018 se confirma el traspaso de Alexis Peña al Club Necaxa en compra definitiva convirtiéndose en el primer refuerzo de cara al Clausura 2019.

### Club Deportivo Guadalajara
El 17 de diciembre de 2019, se oficializa el traspaso de Peña al Club Deportivo Guadalajara, convirtiéndose en el octavo refuerzo de cara al clausura 2020. 
En el mes de noviembre del 2020,  se vio involucrado en un problema legal junto con sus compañeros Dieter Villalpando, Javier López y José Juan Vázquez, puesto a qué los jugadores realizaron una fiesta con jóvenes menores de edad, donde todo salió a la luz debido a que una de las menores denunció al futbolista Dieter Villalpando por violación, desde ese momento la directiva decide rescindir el contrato del jugador.

## Estadísticas
Actualizado al último partido disputado el 6 de mayo de 2024.
| Club                       | Div.          | Temporada     | Liga  | Liga  | Copas nacionales | Copas nacionales | Copas internacionales | Copas internacionales | Total | Total |
| Club                       | Div.          | Temporada     | Part. | Goles | Part.            | Goles            | Part.                 | Goles                 | Part. | Goles |
| -------------------------- | ------------- | ------------- | ----- | ----- | ---------------- | ---------------- | --------------------- | --------------------- | ----- | ----- |
| C. F. Pachuca · México     | 1.ª           | 2015-16       | 0     | 0     | 3                | 0                | —                     | —                     | 3     | 0     |
| C. F. Pachuca · México     | 1.ª           | 2016-17       | 2     | 0     | —                | —                | —                     | —                     | 2     | 0     |
| C. F. Pachuca · México     | 1.ª           | 2017-18       | 11    | 1     | 4                | 0                | —                     | —                     | 15    | 1     |
| C. F. Pachuca · México     | 1.ª           | 2018          | 14    | 0     | 2                | 0                | —                     | —                     | 16    | 0     |
| C. F. Pachuca · México     | Total club    | Total club    | 27    | 1     | 9                | 0                | 0                     | 0                     | 36    | 1     |
| Necaxa · México            | 1.ª           | C-2019        | 19    | 0     | 1                | 0                | —                     | —                     | 20    | 0     |
| Necaxa · México            | 1.ª           | A-2019        | 11    | 2     | 3                | 0                | —                     | —                     | 14    | 2     |
| Necaxa · México            | 1.ª           | 2022          | 13    | 0     | —                | —                | —                     | —                     | 13    | 0     |
| Necaxa · México            | 1.ª           | 2022-23       | 35    | 1     | —                | —                | —                     | —                     | 35    | 1     |
| Necaxa · México            | 1.ª           | 2023-24       | 36    | 2     | —                | —                | —                     | —                     | 36    | 2     |
| Necaxa · México            | Total club    | Total club    | 114   | 5     | 4                | 0                | 0                     | 0                     | 118   | 5     |
| C. D. Guadalajara · México | 1.ª           | 2020          | 0     | 0     | 1                | 0                | —                     | —                     | 1     | 0     |
| C. D. Guadalajara · México | Total club    | Total club    | 0     | 0     | 1                | 0                | 0                     | 0                     | 1     | 0     |
| C. F. Cruz Azul · México   | 1.ª           | 2021          | 10    | 0     | 1                | 0                | 2                     | 0                     | 13    | 0     |
| C. F. Cruz Azul · México   | Total club    | Total club    | 10    | 0     | 1                | 0                | 2                     | 0                     | 13    | 0     |
| Total carrera              | Total carrera | Total carrera | 151   | 4     | 15               | 0                | 2                     | 0                     | 168   | 4     |

## Palmarés

### Campeonatos nacionales
| Título                     | Club      | País   | Año     |
| -------------------------- | --------- | ------ | ------- |
| Primera División de México | Cruz Azul | México | 2021    |
| Campeón de Campeones       | Cruz Azul | México | 2020-21 |

### Campeonatos internacionales
| Título                           | Club          | País   | Año  |
| -------------------------------- | ------------- | ------ | ---- |
| Liga de Campeones de la Concacaf | C. F. Pachuca | México | 2017 |